# (30848) 1991 RZ19
(30848) 1991 RZ19 est un astéroïde de la ceinture principale d'astéroïdes découvert en 1991.

## Description
(30848) 1991 RZ19 a été découvert le 14 septembre 1991 à l'observatoire Palomar, situé au nord de San Diego en Californie, par Henry E. Holt.

### Caractéristiques orbitales
L'orbite de cet astéroïde est caractérisée par un demi-grand axe de 2,78 ua, un périhélie de 2,33 ua, une excentricité de 0,16 et une inclinaison de 8,67° par rapport à l'écliptique. Du fait de ces caractéristiques, à savoir un demi-grand axe compris entre 2 et 3,2 ua et un périhélie supérieur à 1,666 ua, il est classé, selon la JPL Small-Body Database, comme objet de la ceinture principale d'astéroïdes.

### Caractéristiques physiques
(30848) 1991 RZ19 a une magnitude absolue (H) de 13,6 et un albédo estimé à 0,334.